# 两江大坪站
兩江大坪站（韓語：량강대평역）是朝鮮民主主義人民共和國两江道普天郡大坪劳动者区的一個鐵路車站，属于普天线。

## 邻近车站
普天线
丽水站 - 兩江大坪站